# University of York
University of York – brytyjska uczelnia publiczna w południowo-wschodniej części miasta York, założona w 1963 roku.
Ma ponad 30 wydziałów i pozawydziałowych ośrodków w wielu różnych dziedzinach. Był siódmym najlepszym młodym uniwersytetem świata oraz najlepszym w Wielkiej Brytanii, budując swoją reputację jako rywala Oxford i Cambridge. Uniwersytet lokuje się w pierwszej dziesiątce w kraju, w pierwszej dwudziestce w Europie, a na świecie na miejscu 96., według 2011 QS World University Rankings. W rankingu Webometrics z czerwca 2018 zajął 18. pozycję w Wielkiej Brytanii i 209. na świecie.

## Historia
Pierwsza petycja o założenie w Yorku uczelni została skierowana do króla Jakuba I Stuarta w 1617. W 1903 F. Murnaby wraz z grupą innych osób zaproponował powstanie „Victoria University of Yorkshire”. Osobą lobbującą za powstaniem w Yorku uniwersytetu był także Oliver Sheldon, współzałożyciel York Civic Trust. Ostatecznie uczelnię założono w 1963, zaczynając od budynku w centrum miasta – King’s Manor oraz na obrzeżach – Heslington Hall. Oba budynki są do dzisiaj używane przez uczelnię. Pierwszym rektorem był baron James of Rusholme, który kładł nacisk na uczenie poprzez dyskusje (seminaria i spotkania z opiekunami naukowymi) oraz kwaterowanie większości studentów na terenie kampusu uczelni, budując równocześnie życie społeczeństwa akademickiego w Yorku.

## Kolegia
Każdy student tej uczelni należy do jednego z dziewięciu kolegiów:
| Nazwa       | Rok założenia | Patron                                    |
| ----------- | ------------- | ----------------------------------------- |
| Derwent     | 1965          | rzeka Derwent                             |
| Langwith    | 1965          | Langwith Common                           |
| Alcuin      | 1967          | Alkuin, uczony i doradca Karola Wielkiego |
| Vanbrugh    | 1967          | John Vanbrugh, projektant zamku Howard    |
| Goodricke   | 1968          | John Goodricke, astronom                  |
| Wentowrth   | 1972          | Thomas Wentworth                          |
| James       | 1990          | baron Eric James                          |
| Halifax     | 2002          | Edward Wood                               |
| Constantine | 2014          | cesarz Konstantyn I Wielki                |

## Wydziały

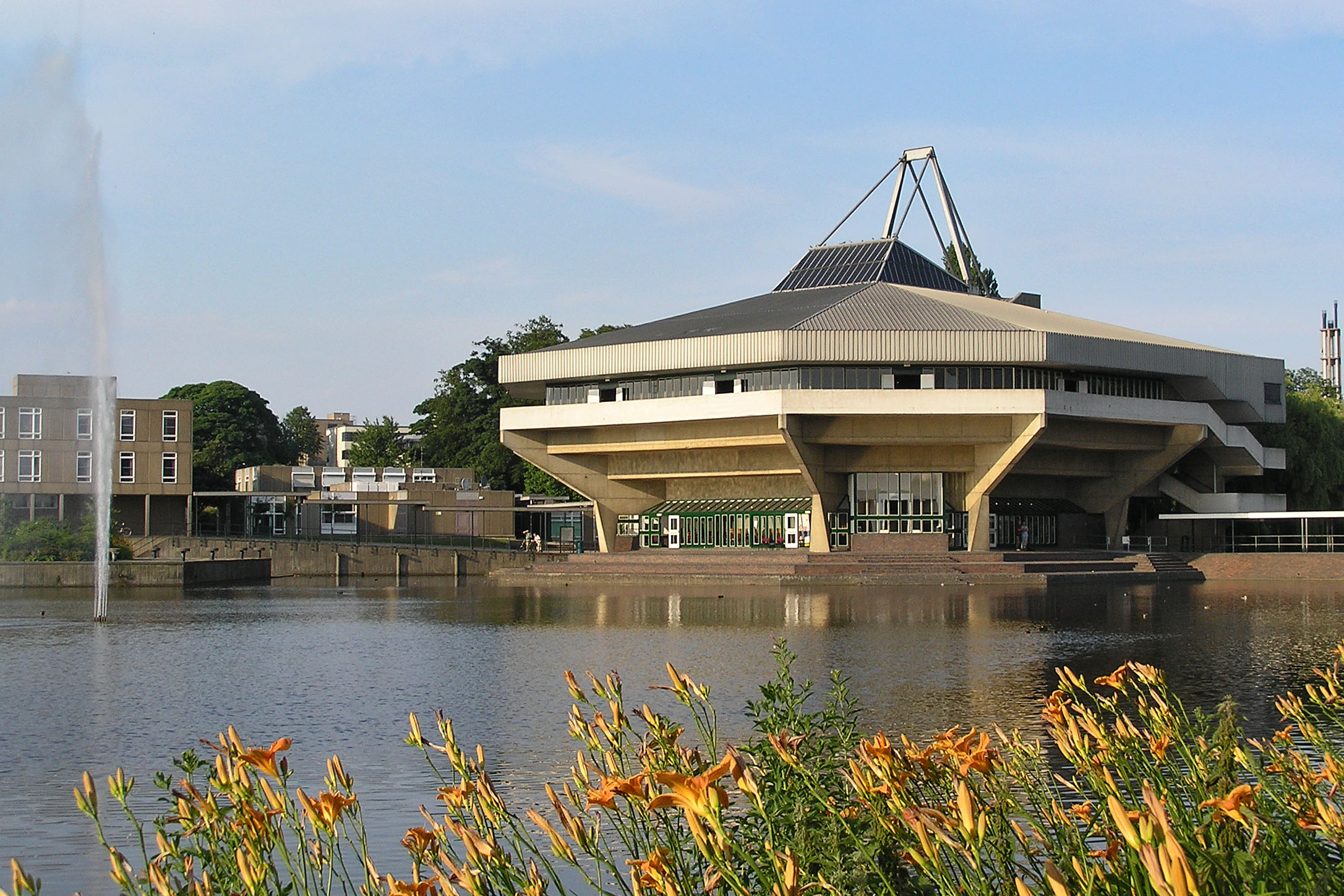
Jezioro pośrodku kampusu i Central Hall – miejsce większości uroczystości

Uniwersytet składa się z następujących wydziałów:

- Wydział Archeologii
- Wydział Biologii
- Wydział Chemii
- Wydział Informatyki
- Wydział Ekonomii i powiązanych studiów
- Wydział Pedagogiczny
- Wydział Elektroniki
- Wydział Filologii Angielskiej i Powiązanych Literatur
- Wydział Ochrony Środowiska
- Wydział Nauk o Zdrowiu
- Wydział Historii
- Wydział Historii Sztuki
- Wydział Lingwistyczny
- Wydział Prawa
- Szkoła Zarządzania
- Wydział Matematyki
- Szkoła Medyczna Hull York
- Wydział Muzyki
- Wydział Filozofii
- Wydział Fizyki
- Wydział Politologii
- Szkoła Politologii, Ekonomii i Filozofii
- Wydział Psychologii
- Wydział Polityki Społecznej i Pracy Społecznej
- Wydział Socjologii
- Wydział Teatru, Filmu i Telewizji.